# Anna Morandi Manzolini
Anna Morandi Manzolini, geborene Morandi (* 21. Januar 1714 in Bologna; † 9. Juli 1774 ebenda) war eine italienische Anatomin und Wachsbildnerin. Sie lehrte als Honorarprofessorin Anatomie an der Universität Bologna und ist bekannt für ihre anatomisch präzisen Wachsnachbildungen menschlicher Organe und Körperteile.

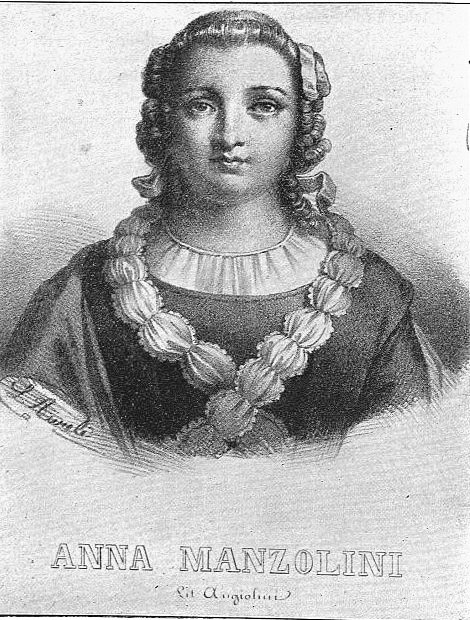
Anna Morandi Manzolini

## Leben
Über Anna Morandis Kindheit und Jugend und über ihre Ausbildung ist wenig bekannt. Sie scheint eine gute Schulbildung bekommen zu haben, da sie die lateinischen Texte von Galen, Andreas Vesalius, Marcello Malpighi und Antonio Maria Valsalva lesen konnte, auf die sie sich in ihren Arbeitstagebüchern bezieht. Außerdem wurde sie in den Werkstätten von Giuseppe Pedretti and Francesco Motti in Zeichnung und Bildhauerei unterrichtet. Dort lernte sie ihren späteren Mann, Giovanni Manzolini kennen. 1740 heiratete sie Manzolini, der in Bologna Anatomie unterrichtete. Aus der Ehe gingen acht Kinder hervor, von denen fünf bereits im frühen Kindesalter starben, ein weiterer Sohn starb im Alter von elf Jahren, nur zwei Söhne erreichten das Erwachsenenalter.
Das Paar arbeitete zunächst gemeinsam in der Werkstatt des Bildhauers, Medailleurs und Wachsbildners Ercole Lelli (1702–1766). Morandi half ihrem Mann in dieser Zeit zunächst, anatomische Wachsfiguren zu erstellen und beim Studium der menschlichen Anatomie. Lelli hatte 1742 von Papst Benedikt XIV., der ebenfalls aus Bologna stammte, den Auftrag bekommen, acht lebensgroße Wachsmodelle zu schaffen, die Anatomie und Skelett von Mann und Frau in verschiedenen Schichten nachbilden sollten. Bei diesen Modellen bestand das Skelett aus echten Knochen, während die Weichteile aus Wachs gebildet waren. Anatomisch ungenau, waren diese Modelle jedoch allenfalls für die Ausbildung von Künstlern im anatomischen Zeichnen geeignet.
1746 verließen die Manzolinis nach einem Streit Lellis Werkstatt und richteten in ihrer Wohnung ein eigenes Atelier ein. Ihr enormes Fachwissen in der Anatomie und ihr Geschick beim Sezieren und bei der Modellierung der Wachsfiguren sorgten für rege Nachfrage. Zu ihren Auftraggebern in dieser Zeit gehörten der König von Sardinien oder die Royal Society. Anna Morandi führte im Atelier mithilfe der Wachsmodelle Anatomie-Lektionen durch, zu deren Besuchern neben den ortsansässigen Studenten auch bald junge Adlige gehörten, die auf der Grand Tour Europa erkundeten. Ein langfristiger Auftrag kam von Giovanni Antonio Galli (1708–1782), der in Bologna Anatomie lehrte und Hebammen ausbildete. Für ihn sollten insgesamt 170 anatomische Wachsmodelle hergestellt werden. Die ersten zwanzig zeigten die weiblichen Fortpflanzungsorgane und den Uterus in den verschiedenen Phasen der Schwangerschaft. Die Modelle wurden bei der Ausbildung von Hebammen eingesetzt.
1755 starb Giovanni Mazzolini an Tuberkulose. Anna Morandi führte die Werkstatt alleine weiter. Aufgrund ihres glänzenden Rufs als Anatomin erhielt sie Angebote von internationalen Universitäten und Akademien. Neben der Anfertigung von Wachsmodellen entwickelte sie neue Seziertechniken und verfasste theoretische Schriften. Um sie in Bologna zu halten, verschaffte ihr Papst Benedikt ein jährliches Gehalt auf Lebenszeit. Um die gleiche Zeit wurde eine päpstliche Bulle von 1299 außer Kraft gesetzt, die das Sezieren von Leichen als Leichenschändung untersagte. Leichenschändung war zwar weiterhin eine Straftat und wurde von der Kirche mit Exkommunikation sanktioniert. Ausgenommen von dem Verbot wurde jedoch das Sezieren zu wissenschaftlichen Zwecken. Das führte auch in Bologna zu einem Aufschwung der Anatomie.
Nach dem Tod ihres Ehemannes schuf Anna Morandi zwei Wachsskulpturen, die Giovanni Mazzolini und sie selbst zeigen. Die Wachsfiguren wirken äußerst realistisch, beide Ehegatten tragen fürstliche Gewänder und sind reich geschmückt. Morandi stellte Mazzolini mit melancholischem Blick beim Sezieren eines Herzens dar, das als Sitz der Gefühle galt. Sich selbst zeigte Morandi mit intellektuell-selbstbewusstem Blick beim Sezieren eines Gehirns. Katharina II. bestellte eine Kopie der weiblichen Figur für ihren Palast.
Die Patronage durch den Papst förderte ihre Bekanntheit und ihren europaweiten Ruf als Wissenschaftlerin und Künstlerin. 1769 erhielt sie Besuch von Kaiser Joseph II. Trotz ihrer großen Erfolge als Wissenschaftlerin und Künstlerin verdiente sie wesentlich weniger als ihre männlichen Kollegen. Da sie zudem die Kosten für Unterhalt und Ausbildung ihrer Kinder alleine aufbringen musste, hatte sie ständig mit finanziellen Problemen zu kämpfen. Unterstützung erhielt sie von Girolamo Ranuzzi, einem Senator der Stadt Bologna, der ihre Sammlung und später auch ihre Bibliothek – zu einem für ihn günstigen Preis –  aufkaufte und ihr in seinem Palast eine Wohnung und ein Atelier einräumte.

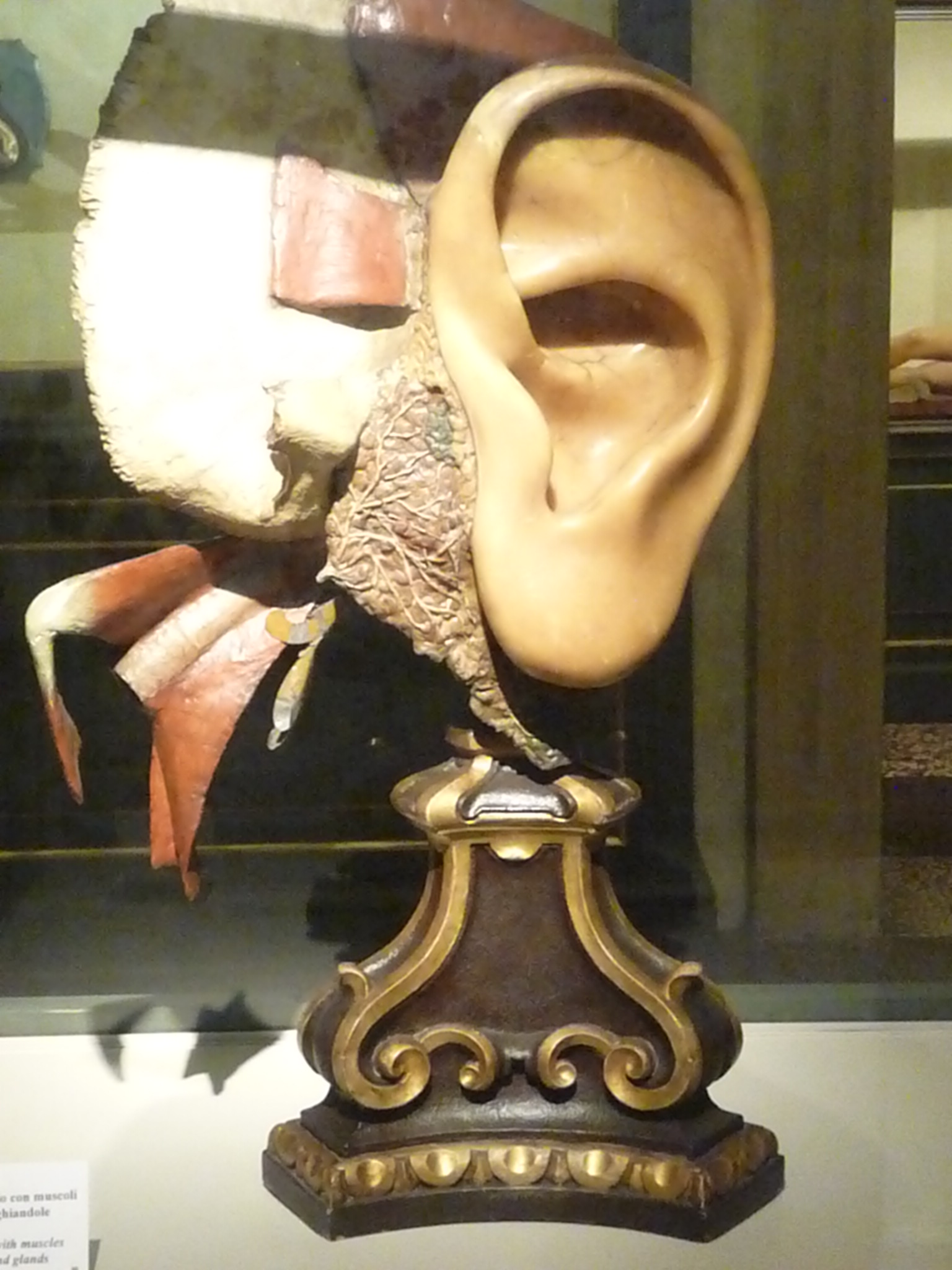
Ohrmodell

Ihr 250 Seiten umfassender Catalogo dei preparati anatomici, in dem sie anhand von ihr sezierter Beispiele Form und Funktionen der einzelnen Körperteile erläuterte, blieb unveröffentlicht. Als bemerkenswertester Teil des Catalogo gelten 47 Seiten und 22 mittlerweile verschollene Wachsmodelle, die das männliche Urogenitalsystem beschreiben. Bis dahin war es üblich, dass männliche Gelehrte den weiblichen Körper erforschten – Morandis weiblicher Blick stellt eine Ausnahme dar.

## Nachlass
Acht Monate nach ihrem Tod – sie wurde 60 Jahre alt – verkaufte Ranuzzi Girolamo Sammlung und Bibliothek für 16.000 Lire an den Senat von Bologna. Die Sammlung von Geräten zur Geburtshilfe, ihre anatomischen Modelle und anderer Nachlass ging dann an das Instituto delle Science, das ein Museum im Palazzo Poggi für den Nachlass einrichtete. Eröffnet wurde das Museum 1777, die Eröffnungsrede mit einer Laudatio auf Anna Morandi hielt Luigi Galvani, der weniger ihre Leistungen für die Anatomie würdigte als die Schönheit und künstlerische Perfektion ihrer Wachsmodelle pries.

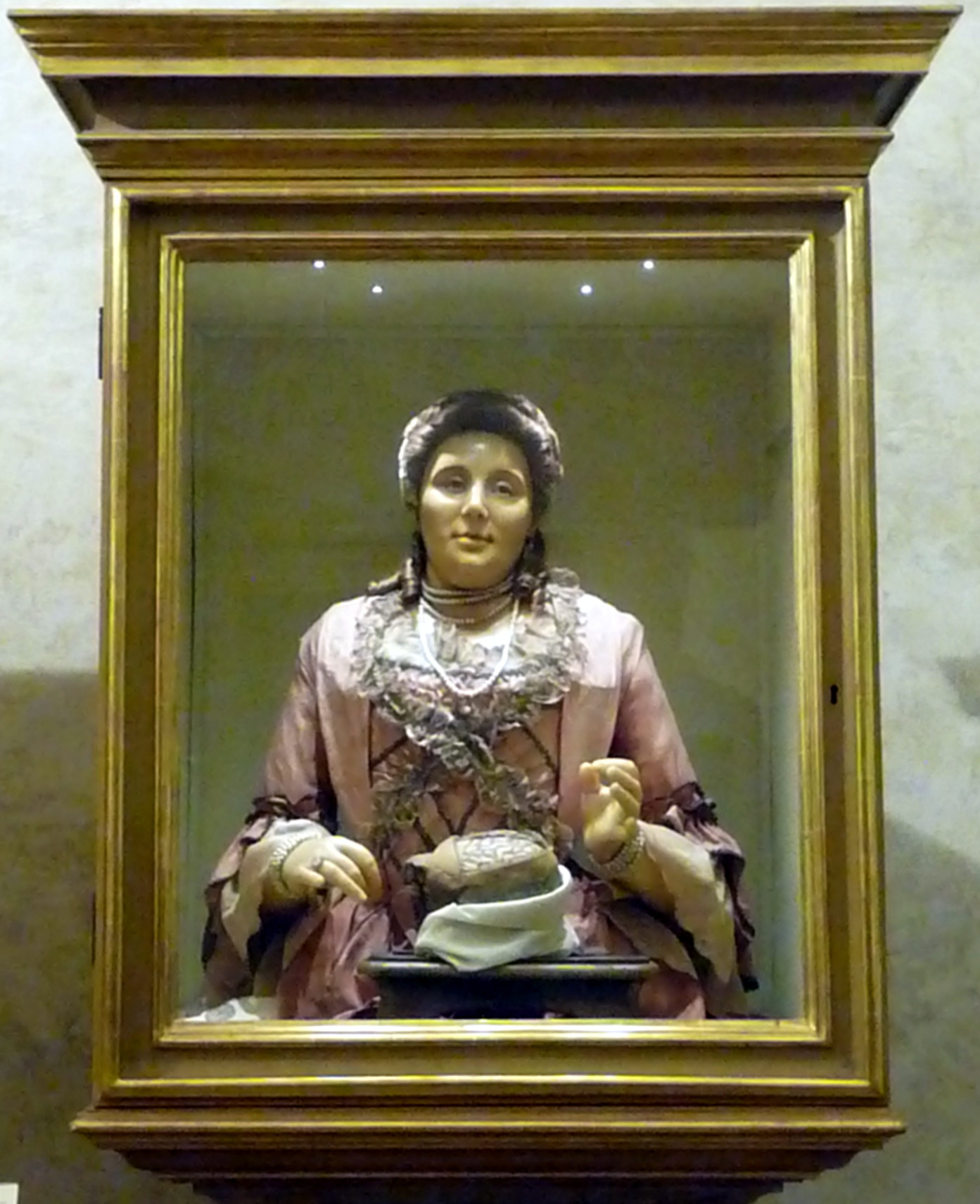
Anna Morandi beim Öffnen einer Schädeldecke, Selbstporträt; Wachs, Textilien und Perlen. Museo di Palazzo Poggi, Bologna

## Kunstwerke
Anna Morandi schuf auch Wachsbüsten u. a. von Ercole Isolani (1686–1756) und Laura Pepoli Malvezzi, die zu ihren Lebzeiten im „Geruch der Heiligkeit“ standen, sowie ihr eigenes Selbstporträt und die Büste ihres Ehemanns, beide ausgestellt im Palazzo Poggi in Bologna. Dargestellt werden die beiden Anatomen
mit Seziermesser und anatomischem Präparat. Eine weitere Büste eines Mannes in farbigem Wachs ist heute im Victoria and Albert Museum in London ausgestellt, sie soll von Anna Morandi oder Giovanni Manzolini hergestellt worden sein.

## Ehrungen
- 1758 wurde Manzolini Mitglied der Clementinischen Akademie der Künste.
- 1760 wurde sie auf den Lehrstuhl für anatomisches Modellieren an die Universität Bologna berufen.[5]
- 1760 wurde sie Mitglied der Società letteraria von Foligno.
- 1761 trat sie der Accademia del disegno von Florenz bei.
- Nach Anna Morandi Manzolini ist der Einschlagkrater Manzolini auf der Oberfläche der Venus benannt.